# Реакция Канниццаро
Реакция Канниццаро, реакция диспропорционирования альдегидов, не содержащих водорода в α-положении по отношению к карбонильной группе, названная по имени открывшего её итальянского химика Станислао Канниццаро. Учёный осуществил эту реакцию в 1853 году, получив бензойную кислоту и бензиловый спирт при обработке бензальдегида карбонатом калия. Продуктом окисления является карбоновая кислота, продуктом восстановления — спирт. Для альдегидов имеющих атом водорода в α положении по отношению к карбонильной группе (RCHR'CHO) предпочтительна реакция альдольной конденсации.
Обзоры опубликованы.

## Механизм реакции
Первый шаг реакции — нуклеофильная атака, направленная на атом углерода альдегидной группы (например: анион гидроксила). Образующийся алкоксид переходит в ди-анион, известный как интермедиат Канниццаро. Образование этого промежуточного продукта требует сильно основной среды.
Далее оба промежуточных продукта реагируют с альдегидом. 
Только альдегиды, которые не могут сформировать енолят ион, подвергаются реакции Канниццаро. Такие альдегиды не могут иметь енолизуемого протона. При сильно щелочной среде, которая облегчает данную реакцию, альдегиды, которые могут сформировать енолят, подвергаются альдольной конденсации. Примерами альдегидов, которые могут подвергнуться реакции Канниццаро, могут быть приведены формальдегид и ароматические альдегиды (например, бензальдегид).

## Дополнения
Несколько отдельно стоит, так называемая, перекрёстная реакция Канниццаро. Так как формальдегид обладает более высокой карбонильной (электрофильной) активностью (и вместе с тем более высокой восстанавливающей способностью) чем другие альдегиды, формальдегид может восстанавливать альдегиды в присутствии концентрированной едкой щелочи в ходе «перекрестной» реакции Канниццаро. В этом случае из альдегида образуется соответствующий спирт, а формальдегид окисляется в муравьиную кислоту. Такой вариант реакции Канниццаро широко применяют для восстановления малодоступных альдегидов в соответствующие спирты.

## Статьи
- Дьяконова-Шульц Л. Н. К вопросу о механизме реакции Канниццаро // Известия Сибирского Химико-Технологического Института [Известия СХТИ]. — 1931. — № 2. — С. 1-7.
- Канниццаро реакция (дисмутация, диспропорционирование) // Кандидат — Кинескоп. — М. : Советская энциклопедия, 1953. — С. 13. — (Большая советская энциклопедия : [в 51 т.] /  гл. ред. Б. А. Введенский ; 1949—1958, т. 20).